# MLS
Major League Soccer (MLS) (в переводе с англ. — «Высшая лига футбола») — профессиональная футбольная лига, высший дивизион системы футбольных лиг в США и Канаде. MLS санкционируется Федерацией футбола США, в ней участвуют 30 команд — 27 из США и 3 из Канады. Регулярный чемпионат MLS проходит с марта по октябрь, за это время каждая команда проводит по 35 матчей. Двенадцать команд участвуют в турнире плей-офф в ноябре — декабре, он завершается финальным матчем за Кубок MLS, в котором определяется чемпион лиги. Команды MLS также соревнуются в турнирах с командами из других дивизионов и стран — в Открытом кубке США, Первенстве Канады и Кубке чемпионов КОНКАКАФ.
Лига MLS была сформирована 17 декабря 1993 года, как часть заявки США на проведение чемпионата мира 1994 года. Первый сезон прошёл в 1996 году с участием десяти команд. С тех пор лига выросла до 28 команд, а средняя посещаемость матчей болельщиками превысила посещаемость игр НБА и НХЛ. В отличие от других крупных спортивных лиг, MLS является владельцем всех команд, входящих в её состав, а инвесторы частично управляют клубами и получают компенсацию от лиги согласно успеху клуба в сезоне. Штаб-квартира MLS расположена в Нью-Йорке. Дон Гарбер является комиссаром лиги с 1999 года.
Действующий чемпион (обладатель Кубка MLS 2024 года) — футбольный клуб «Лос-Анджелес Гэлакси» из Лос-Анджелеса.

## Формат соревнования
Команды MLS разделены по географическому признаку на Западную и Восточную конференции. В Восточной Конференции выступает 15 команд, а в Западной выступает 14 команд..

### Регулярный чемпионат
Регулярный чемпионат лиги проходит с марта по октябрь. Каждая из двадцати девяти команд проводит 34 матча (17 на домашнем поле и 17 на выезде) по несбалансированному графику. Команды играют как минимум два матча с каждым из одиннадцати членов своей конференции (один раз дома и один на выезде), а также как минимум по одному матчу с каждым членом противоположной конференции (пять или шесть игр дома и пять или шесть на выезде). Остальные три матча большинство команд проводят с членами своей конференции согласно выбору лиги, а одна команда каждой конференции проводит два со своими и один матч с членом противоположной конференции.
Команда, занявшая первое место в регулярном чемпионате, награждается трофеем Supporters’ Shield. Членство клубов в лиге постоянно; как и в других американских профессиональных спортивных лигах, в MLS отсутствует практика выбывания в низшую лигу.

### Турнир плей-офф и матч за Кубок MLS
С ноября по начало декабря проходит турнир плей-офф, в который выходят двенадцать команд — по шесть лучших команд каждой конференции, согласно местам, занятым командами в конференциях по окончании регулярного чемпионата. Третья и шестая команды каждой конференции, а также четвёртая и пятая, проводят по одному матчу в предварительном раунде за право на выход в полуфиналы конференций, где их соперниками становятся, соответственно, первая и вторая команды (соперником первой команды становится команда с низшим местом). Матчи предварительного раунда проводятся на полях команд, закончивших регулярный чемпионат на более высоком месте.
Полуфиналы и финалы конференций состоят из двух матчей — в гостях и на домашнем поле. Команда, закончившая регулярный чемпионат на более высоком месте, получает право играть второй матч полуфинала и финала у себя дома. Победители финалов становятся чемпионами своих конференций и встречаются в матче Кубка MLS за звание чемпиона лиги. Матч за Кубок MLS проводится на домашнем стадионе команды-финалиста, занявшей более высокое место в регулярном чемпионате.
В случае ничейного суммарного счёта в сериях из двух матчей применяется правило выездного гола. Если после этого результат остаётся равным (либо в случае ничьей в серии из одного матча), команды проводят два дополнительных пятнадцатиминутных периода. Если результат по-прежнему остаётся ничейным, правило гола, забитого на чужом поле больше не применяется, а назначаются послематчевые пенальти.

### Матч всех звёзд MLS
В середине сезона лига проводит ежегодный «Матч всех звёзд MLS» — товарищескую игру между сборной популярных игроков лиги и приглашённым зарубежным клубом.

### Квалификация в Лигу чемпионов КОНКАКАФ
Командам MLS из США отводятся четыре места в Лиге чемпионов КОНКАКАФ: победителю финала Кубка MLS; команде, завоевавшей Supporters’ Shield (набравшей наибольшее количество очков в регулярном чемпионате); чемпиону конференции, противоположной конференции команды, завоевавшей трофей Supporters’ Shield; и команде, выигравшей Открытый кубок США. В случае квалификации команды более чем в одной категории (или в случае завоевания этих мест командой MLS из Канады), путёвка в Лигу чемпионов переходит в порядке убывания к следующей сильнейшей команде США регулярного чемпионата.
Одна команда из Канады получает путёвку в Лигу чемпионов КОНКАКАФ, победив в Первенстве Канады.

## История

### Основание (1996—2001)
Major League Soccer была сформирована 17 декабря 1993 года, как часть заявки США на проведение чемпионата мира 1994 года. Лига привлекла к себе первоначальный интерес, подписав контракты с ведущими игроками ЧМ-94, зарубежными звёздами, такими как Карлос Вальдеррама и Хорхе Кампос, и членами сборной США Алекси Лаласом, Тони Меолой и Эриком Виналдой. Первый сезон лиги прошёл в 1996 году, в нём участвовали десять команд: «Даллас Бёрн», «Ди Си Юнайтед», «Коламбус Крю», «Колорадо Рэпидз», «Лос-Анджелес Гэлакси», «Нью-Инглэнд Революшн», «Нью-Йорк/Нью-Джерси Метростарз», «Канзас-Сити Уиз», «Сан-Хосе Клэш» и «Тампа-Бэй Мьютини». Первые годы прошли под превосходством клуба «Ди Си Юнайтед» под руководством тренера Брюса Арены. Клуб завоевал кубок MLS в трёх из первых четырёх сезонов. Исключением стал 1998 год, в котором победил присоединившийся в том году к лиге клуб «Чикаго Файр» во главе с тренером Бобом Брэдли. Также в 1998 году в MLS вступил клуб «Майами Фьюжн», увеличив размер лиги до двенадцати команд.
| Сезон | Кубок MLS            | Supporters’ Shield   |
| ----- | -------------------- | -------------------- |
| 1996  | Ди Си Юнайтед        | Тампа-Бэй Мьютини    |
| 1997  | Ди Си Юнайтед        | Ди Си Юнайтед        |
| 1998  | Чикаго Файр          | Лос-Анджелес Гэлакси |
| 1999  | Ди Си Юнайтед        | Ди Си Юнайтед        |
| 2000  | Канзас-Сити Уизардс  | Канзас-Сити Уизардс  |
| 2001  | Сан-Хосе Эртквейкс   | Майами Фьюжн         |
| 2002  | Лос-Анджелес Гэлакси | Лос-Анджелес Гэлакси |
| 2003  | Сан-Хосе Эртквейкс   | Чикаго Файр          |
| 2004  | Ди Си Юнайтед        | Коламбус Крю         |
| 2005  | Лос-Анджелес Гэлакси | Сан-Хосе Эртквейкс   |
| 2006  | Хьюстон Динамо       | Ди Си Юнайтед        |
| 2007  | Хьюстон Динамо       | Ди Си Юнайтед        |
| 2008  | Коламбус Крю         | Коламбус Крю         |
| 2009  | Реал Солт-Лейк       | Коламбус Крю         |
| 2010  | Колорадо Рэпидз      | Лос-Анджелес Гэлакси |
| 2011  | Лос-Анджелес Гэлакси | Лос-Анджелес Гэлакси |
| 2012  | Лос-Анджелес Гэлакси | Сан-Хосе Эртквейкс   |
| 2013  | Спортинг Канзас-Сити | Нью-Йорк Ред Буллз   |
| 2014  | Лос-Анджелес Гэлакси | Сиэтл Саундерс       |
| 2015  | Портленд Тимберс     | Нью-Йорк Ред Буллз   |
| 2016  | Сиэтл Саундерс       | Даллас               |
| 2017  | Торонто              | Торонто              |
| 2018  | Атланта Юнайтед      | Нью-Йорк Ред Буллз   |
| 2019  | Сиэтл Саундерс       | Лос-Анджелес         |
| 2020  | Коламбус Крю         | Филадельфия Юнион    |
| 2021  | Нью-Йорк Сити        | Нью-Инглэнд Революшн |
| 2022  | Лос-Анджелес         | Лос-Анджелес         |
| 2023  | Коламбус Крю         | Цинциннати           |
| 2024  | Лос-Анджелес Гэлакси | Интер Майами         |

После первого сезона посещаемость матчей лиги снизилась. Низкая посещаемость была особенно заметна в связи с тем, что восемь из десяти первоначальных команд проводили матчи на стадионах по американскому футболу, вмещающих более 60 тысяч зрителей. Качество лиги подверглось критике после того как сборная США, состоявшая в большинстве из игроков клубов MLS, стала одной из двух команд (наряду с Японией), проигравших все три матча группового этапа чемпионата мира 1998 года.
Пытаясь привлечь новых болельщиков, лига стала экспериментировать с правилами. Были предприняты попытки «американизирования» игры, так как в широких слоях населения футбол продолжал считаться «иностранным» видом спорта. В американских видах спорта практически отсутствовало понятие ничьих, поэтому лига ввела правило послематчевых буллитов для выявления победителей, по аналогии с буллитами НХЛ. Игрок начинал ведение мяча с 35-ярдовой отметки и ему давалось пять секунд на попытку обвести вратаря команды соперника и забить гол. Серия буллитов начиналась с пяти попыток и продолжалась до победы одной из команд. Победитель зарабатывал одно очко (вместо обычных трёх за победу в основное время). В дополнение, лига ввела таймер обратного отсчёта времени, как в НБА и НХЛ. Арбитр также имел возможность останавливать время по своему усмотрению. Таймы заканчивались, когда табло показывало 0:00, а не по свистку арбитра в добавочном времени. Со временем лига признала, что эти нововведения оттолкнули традиционных любителей спорта и не смогли в полной степени привлечь новых болельщиков. После сезона 1999 года буллиты и таймер обратного отсчёта были отменены. В 2000 году на замену буллитам в ничейных матчах лига ввела дополнительный десятиминутный период с «золотым голом», но и это правило было отменено после сезона 2003 года.
Лига продолжала стараться привлечь к себе внимание талантами американских футболистов, как ветеранов, так и новичков. Восходящие звёзды Дамаркус Бизли и Лэндон Донован зарекомендовали себя игрой в MLS перед последующим отбором в сборную США, в то время как опытные игроки, такие как Брайан Макбрайд, Эдди Поуп и Клинт Мэтис, продолжали проявлять себя игрой за свои клубы MLS и национальную сборную.
К концу 1998 года из-за продолжающихся финансовых проблем комиссар MLS Даг Логан ушёл в отставку. На его смену пришёл Дон Гарбер, бывший исполнительный директор Национальной футбольной лиги, который в дальнейшем стабилизировал ситуацию. С его приходом в лиге начался упор на постройку специализированных стадионов, предназначенных только для игры в футбол, с помощью крупных владельцев, таких как Ламар Хант и Фил Аншутц. «Коламбус Крю Стэдиум», построенный Хантом на свои средства в 1999 году, начал волну постройки новых стадионов для клубов лиги. В 1999 году за заслуги по развитию лиги и спорта Открытый кубок США был переименован в честь Ламара Ханта (Lamar Hunt U.S. Open Cup).
Между тем, зарубежные футболисты первой волны, нахлынувшей в лигу в её начале, постепенно уходили из спорта или переходили в клубы других стран. В процессе подготовки к чемпионату мира 2002 года лига начала проявлять большее внимание к развитию доморощенных талантов, что в дальнейшем стало приводить к успеху футбола в Америке.
Несмотря на первые успехи, снижающаяся посещаемость на матчах и шаткая финансовая ситуация заставили руководство лиги принять крайнее решение и в 2001 году сократить клубы «Майами Фьюжн» и «Тампа-Бэй Мьютини». Состав лиги снова снизился до десяти клубов, как и в первом году её создания. Также было принято решение сократить Центральную конференцию и переорганизовать команды в Восточную и Западную конференции.

### Возрождение (2002—2007)
Чемпионат мира 2002 года, на котором сборная США вышла в четвертьфинал, победив сборные Португалии и Мексики, совпал с возрождением MLS и футбола в Америке. Финальный матч за Кубок MLS 2002 года, в котором клуб «Лос-Анджелес Гэлакси» завоевал свой первый титул, разыгрывался четыре месяца спустя после окончания чемпионата мира и установил на то время рекорд посещаемости лиги, собрав 61 тысячу 316 зрителей на стадионе «Джиллетт Стэдиум».
MLS привлекла к себе международное внимание в 2004 году дебютом 14-летнего Фредди Аду, ставшего самым молодым профессиональным спортсменом в истории современного американского командного спорта и считавшегося одной из восходящих звёзд мирового футбола.
MLS претерпела значительные изменения в годы, предшествующие чемпионату мира 2006. Европейские клубы стали проявлять всё больший интерес к талантливым американским игрокам. Тим Ховард, вратарь «Метростарз», перешёл в «Манчестер Юнайтед», заключив один из самых прибыльных контрактов в истории лиги. Дамаркус Бизли из «Чикаго Файр» начал выступать за «ПСВ», а Лэндон Донован отбыл в «Байер Леверкузен» и впоследствии был перепродан клубу «Лос-Анджелес Гэлакси».
Многие другие американские игроки, хотя и мало зарекомендовавшие себя в национальной сборной, вносили вклад в развитие лиги. В 2005 году Джейсон Крайс из молодого клуба MLS «Реал Солт-Лейк» стал первым бомбардиром, забившим 100 голов в лиге. Также в 2005 году был создан Дивизион резервов MLS, в чемпионате которого соревнуются запасные игроки клубов, что помогает им набираться дальнейшего опыта.
В этот же период лига стала расширяться, впервые с момента сокращения команд в 2001 году. В 2005 году к лиге присоединились клубы «Реал Солт-Лейк» и «Чивас США». «Чивас» стал вторым клубом лиги из Лос-Анджелеса и первой командой в MLS с прямой связью с зарубежным клубом — одноимённым «старшим братом» из Гвадалахары. К 2006 году владельцы, игроки и некоторые тренеры команды «Сан-Хосе Эртквейкс» переехали в Техас и образовали новый клуб «Хьюстон Динамо», после того как им не удалось построить собственный стадион в Сан-Хосе. Оригинальная команда Сан-Хосе перестала существовать, но новые владельцы продолжили династию клуба, возродив команду в 2007 году.
| Клуб                 | Титулов | Посл. титул | Выходов в финал |
| -------------------- | ------- | ----------- | --------------- |
| Лос-Анджелес Гэлакси | 6       | 2024        | 10              |
| Ди Си Юнайтед        | 4       | 2004        | 5               |
| Коламбус Крю         | 3       | 2023        | 3               |
| Хьюстон Динамо       | 2       | 2007        | 4               |
| Сиэтл Саундерс       | 2       | 2019        | 4               |
| Спортинг Канзас-Сити | 2       | 2013        | 3               |
| Сан-Хосе Эртквейкс   | 2       | 2003        | 2               |
| Чикаго Файр          | 1       | 1998        | 3               |
| Торонто              | 1       | 2017        | 3               |
| Колорадо Рэпидз      | 1       | 2010        | 2               |
| Реал Солт-Лейк       | 1       | 2009        | 2               |
| Портленд Тимберс     | 1       | 2015        | 3               |
| Атланта Юнайтед      | 1       | 2018        | 1               |
| Нью-Йорк Сити        | 1       | 2021        | 1               |
| Нью-Инглэнд Революшн | 0       |             | 5               |
| Даллас               | 0       |             | 1               |
| Нью-Йорк Ред Буллз   | 0       |             | 2               |

### 2007 — настоящее время
С 2007 года, руководство MLS предприняло дальнейшие шаги по интернационализации лиги для повышения уровня игры. В связи с ограничением на зарплаты по правилам лиги, клубам было сложно привлекать зарубежных игроков высшего уровня. Было введено новое правило — «Правило назначенного игрока» (прозванное «правилом Бекхэма»), которое позволяло каждому клубу иметь двух игроков в составе команды, зарплаты которых не ограничивались потолком, установленным лигой. Клубам также было разрешено иметь в составе до восьми иностранных игроков. Была организована Североамериканская суперлига — международный турнир, разыгрываемый между лучшими клубами MLS и мексиканской Примеры. В этот же период в MLS вступил первый клуб из Канады — «Торонто».
Сезон 2007 года стал дебютным для Дэвида Бекхема в MLS, чей контракт с «Лос-Анджелес Гэлакси» стал возможным благодаря правилу «Designated Player Rule». Известные футболисты Хуан Пабло Анхель, перешедший из «Астон Виллы» в «Нью-Йорк Ред Буллз», и Куаутемок Бланко, пришедший в «Чикаго Файр» из клуба «Америка», стали одними из первых, кто смогли присоединиться к лиге благодаря новому правилу и внесли значительный вклад в своих новых клубах.
Переход доморощенных игроков Клинта Демпси в «Фулхэм» и Джози Алтидора в «Вильярреал» и возвращение бывших игроков сборной США Клаудио Рейны в «Нью-Йорк» и Брайана Макбрайда в «Чикаго» подчеркнули тенденцию обмена перспективных игроков, переходящих в европейские лиги, на ветеранов, возвращающихся в MLS. Несколько других широко известных игроков последовали примеру Бекхэма и Бланко в MLS, включая звезду «Бока Хуниорс» Гильермо Барроса Скелотто и капитана сборной Швеции Фредрика Юнгберга.
К 2008 году клуб «Сан-Хосе Эртквейкс», с новым владельцем, вернулся в состав лиги. В 2009 году к MLS присоединился клуб «Сиэтл Саундерс», который провёл свой первый домашний матч в присутствии 32 тысяч 523 зрителей. В 2010 году лига приветствовала своего нового члена — клуб «Филадельфия Юнион», построившего собственный стадион «Пи-пи-эл Парк», в то время как «Нью-Йорк Ред Буллз» завершил строительство нового стадиона «Ред Булл Арена». Тем же летом в «Ред Буллз» дебютировал Тьерри Анри, лучший бомбардир лондонского «Арсенала» и сборной Франции, а вскоре к команде присоединился Рафаэль Маркес, капитан сборной Мексики и игрок «Барселоны».
В 2011 году MLS продолжала расширяться. В лигу вступили клуб «Портленд Тимберс» и второй клуб из Канады — «Ванкувер Уайткэпс». Из-за присоединения двух команд на западном побережье «Хьюстон Динамо» был переведён в Восточную конференцию. «Канзас-Сити Уизардс» сменил название на «Спортинг Канзас-Сити». В этом же сезоне в клуб «Лос-Анджелес Гэлакси» перешёл капитан и лучший бомбардир сборной Ирландии Робби Кин.
В 2012 году «Монреаль Импакт» стал девятнадцатым клубом лиги и третьим из Канады. «Импакт» провёл свой первый домашний матч на Олимпийском стадионе в присутствии 58 тысяч 912 зрителей.
21 мая 2013 года лига объявила клуб «Нью-Йорк Сити» двадцатой франшизой MLS, он начал выступления в сезоне 2015 года. Футбольный клуб «Манчестер Сити» из английской Премьер-лиги и американский бейсбольный клуб «Нью-Йорк Янкис» стали инвесторами, выкупившими права на франшизу за $100 миллионов долларов. 19 ноября 2013 года «Орландо Сити» стал двадцать первым клубом лиги и начал выступать в сезоне 2015 года. Оба клуба привлекли к себе повышенное внимание трансферами звёзд мирового уровня в свой состав в 2014 году: Давид Вилья и Фрэнк Лэмпард (в «Нью-Йорк Сити») и Кака (в «Орландо Сити»). «Орландо Сити» провёл свой первый домашний матч в присутствии 62 510 зрителей.

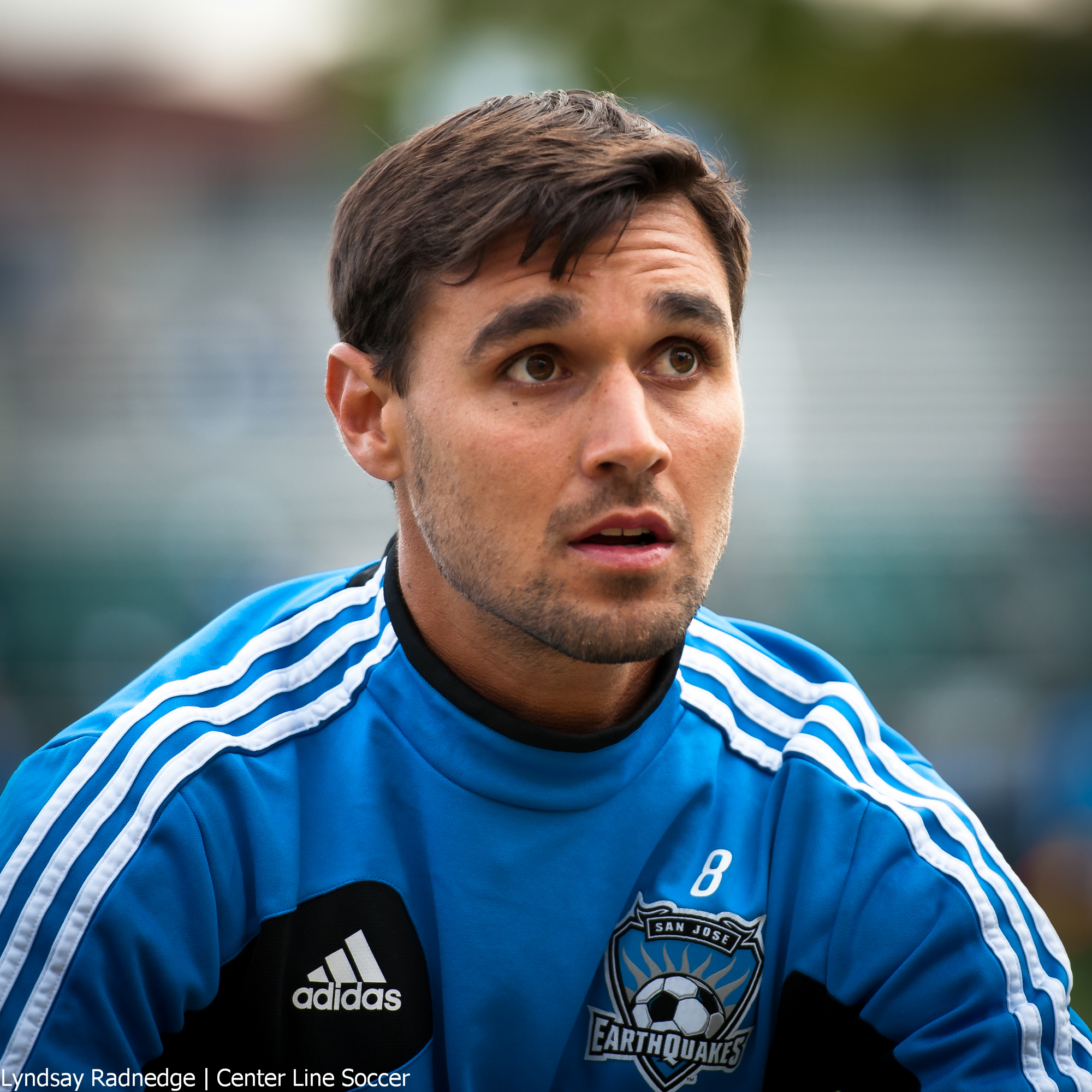
Крис Вондоловски — лучший бомбардир в истории регулярных сезонов лиги (171 гол)

5 февраля 2014 года лига объявила, что Дэвид Бекхэм использовал опцион своего контракта с MLS, подписанного в 2007 году, который позволял ему приобрести новую франшизу лиги по заниженной стоимости в 25 млн долларов, и клуб будет базироваться в Майами. MLS официально объявила о присуждении франшизы городу Майами 29 января 2018 года. Начало выступления клуба, получившего название «Интер Майами», намечено на 2020 год.
16 апреля 2014 года лига объявила о присуждении 22-й франшизы MLS городу Атланте. Инвестор клуба начал постройку собственного стадиона, который планируется к открытию в 2017 году. «Атланта Юнайтед» начнёт выступление в лиге в сезоне 2017 года.
В начале 2014 года после продолжительных проблем с клубом «Чивас США» лига выкупила франшизу у инвестора и по завершении сезона расформировала клуб. 30 октября 2014 года MLS объявила о присуждении освободившейся франшизы новому клубу из Лос-Анджелеса, который начнёт выступление в лиге в 2018 году.
25 марта 2015 года MLS объявила о присуждении 23-й франшизы лиги инвестиционной группе из Миннеаполиса, владельцам клуба «Миннесота Юнайтед». Клуб построит собственный стадион в Сент-Поле (агломерация Миннеаполиса) и начнёт выступление в MLS в 2017 году.
5 августа 2017 года в матчах MLS начали использоваться видеоповторы. Впервые Система VAR была использована 5 августа 2017 года на 79-й минуте матча «Филадельфии Юнион» против «Далласа» и привёл к отмене забитого гола.
20 мая 2023 года MLS объявила о присуждении 30-й франшизы лиги инвестиционной группе из Сан-Диего. Новая команда, получившая название «Сан-Диего», будет базироваться в крупнейшем городе Южной Калифорнии. Клуб будет проводить домашние матчи на Snapdragon Stadium, современном многофункциональном стадионе, расположенном в районе Мишн-Вэлли. 

## Эмблема

Эмблема лиги MLS, использовавшаяся с небольшими изменениями с момента основания лиги по конец 2014 года

18 сентября 2014 года лига представила новую эмблему, в корне отличающуюся от логотипа, используемого с момента её основания. Дизайн новой эмблемы выполнен в минималистическом стиле. Щитообразный логотип разделён диагональной линией на две части: красную вверху и белую внизу. Одним из главных новшеств является возможность каждого клуба лиги индивидуализировать эмблему, изменив цвета логотипа на свои клубные цвета. Также нижняя незаполненная часть эмблемы может использоваться как окошко или рамка для дальнейших индивидуальных модификаций лигой и клубами. Новая эмблема вошла в использование в сезоне 2015 года.

## О лиге

### Единый владелец
В отличие от других лиг, в которых клубы имеют независимых владельцев, лига MLS является единым владельцем и управляет клубами, входящими в её состав. У каждого клуба есть свой инвестор, который становится акционером лиги. Инвесторы частично управляют клубами и получают компенсацию от лиги согласно успеху клуба в сезоне. Для обеспечения финансовой стабильности лига распределяет и делит доходы между клубами. Также игроки заключают контракты напрямую с лигой вместо контрактов с индивидуальными клубами.
Взнос за право вступления в лигу новой франшизы MLS, клуба «Лос-Анджелес», в 2014 году составил 110 миллионов долларов. В дальнейшем лига планирует увеличить взнос до 200 миллионов долларов.

### Фиксированный бюджет клубов
Бюджет клубов лиги на зарплаты игрокам устанавливается в начале каждого сезона и одинаков для всех клубов. На сезон 2017 года он составляет 3,845 миллиона долларов на каждый клуб, с максимальной зарплатой в 480 625 долларов и минимальной в 65 000 долларов. Под бюджет попадают зарплаты двадцати основных игроков команды. Каждая команда устанавливает зарплаты игрокам таким образом, чтобы уложиться в данный бюджет. Цель фиксированного бюджета — установить финансовое равенство между командами, предотвратив дисбаланс, в котором доминируют единичные клубы с большим капиталом и предотвратить бесконтрольные расходы, ведущие к финансовому краху клубов и, соответственно, к деградации лиги.
Помимо этого, правило назначенного игрока (прозванное «правилом Бекхэма») позволяет клубам иметь в составе до трёх игроков, зарплаты которых могут превышать установленный максимум. Эту дополнительную компенсацию клуб выплачивает игроку напрямую и она в бюджете не учитывается. Чтобы оставаться в рамках предела зарплат при подписании новых игроков также могут использоваться распределительные средства.
Зарплата всех игроков лиги публикуется на официальной странице профсоюза футболистов MLS.

### Развитие молодых талантов
С 2008 года лига обязует все клубы иметь программы по развитию молодых игроков. Каждый клуб поддерживает собственные юношеские футбольные академии, игроки которых соревнуются в Лиге развития, поддерживаемой Федерацией футбола США. В поощрение ежегодно каждому клубу разрешается эксклюзивно принять в команду неограниченное количество игроков из своей академии до того, как они станут доступны другим клубам через Супердрафт лиги.
С 1997 года в MLS существует программа под названием Generation Adidas («Поколение Адидас», до 2005-го называлась Project-40), которая предоставляет финансовую поддержку клубам (зарплата этих игроков исключается из фиксированного бюджета клуба), берущим в свой состав молодых, подающих надежды американских игроков. Знаменитыми футболистами этой программы являются Лэндон Донован, Тим Ховард, Дамаркус Бизли, Клинт Демпси, Карлос Боканегра, Фредди Аду, Джози Алтидор, Брэд Гузан, Джош Волфф, Саша Клештан, Морис Эду, Брек Шей, Майкл Брэдли.

### Иностранные игроки
В сезоне 2017 года на 22 клуба лиги приходится 176 мест для иностранных игроков. В 2008 году на каждый клуб лигой было выделено по восемь мест, отведённых для легионеров. Эти места в дальнейшем могли вымениваться между клубами. Клубы-новички, вошедшие в лигу с тех пор также получали по восемь мест. Максимальное количество иностранных мест, которые клуб может получить в свой состав после обмена, не ограничено (максимальное количество игроков в составе команд составляет 28 человек). Остальные места клубы обязаны заполнить домашними игроками. Для клубов, базирующихся в США, домашними игроками являются граждане США, обладатели грин-карт или статуса беженца. Для канадских клубов лиги домашними игроками считаются домашние игроки США, граждане Канады или обладатели статуса постоянного жителя Канады. В то же время канадские клубы MLS обязаны иметь в составе не менее трёх игроков-граждан Канады.

### Посещаемость
Средняя посещаемость матчей лиги в регулярном чемпионате 2016 года составила 21 692 зрителей за матч. В 2015 году средняя посещаемость составляла 21 574 зрителей за матч, в 2014 году — 19 147 зрителей за матч, а в 2013 году — 18 594 зрителя за матч.

### Трансляция матчей
С ноября 2015 года матчи MLS транслируются в более чем 140 странах мира.
В сезоне 2015 года MLS заключила новый восьмилетний контракт с ESPN, FOX Sports и испаноязычным Univision на трансляцию матчей лиги в США. Сумма контракта увеличилась в пять раз по сравнению с предыдущим, с $18 миллионов до $90 миллионов в год. В 2015 году, впервые в истории, лига заключила четырёхлетний контракт со Sky Sports на трансляцию матчей MLS в Великобритании, также был заключён четырёхлетний контракт с Eurosport на право показа матчей в остальных странах Европы. 27 марта 2015 года лига заключила четырёхлетний контракт на трансляцию матчей MLS в Бразилии с бразильским Globosat, крупнейшим оператором платного телевидения Латинской Америки. 30 марта 2015 года MLS заключила четырёхлетний контракт с Abu Dhabi Sports Channel на трансляцию матчей лиги на территории двадцати пяти стран Ближнего и Среднего Востока и Северной Африки. 14 мая 2015 года лига заключила долгосрочный контракт с ведущей китайской вещательной компанией Letv Sports на трансляцию матчей MLS в Китае. 14 июля 2015 года лига заключила четырёхлетний контракт с beIN Sports на трансляцию матчей MLS в странах Юго-Восточной Азии и в Австралии. 18 ноября 2015 года MLS заключила четырёхлетний контракт с FOX Sports Africa на трансляцию матчей лиги в двадцати пяти странах африканского континента к югу от Сахары. 21 апреля 2016 года лига объявила о заключении контракта с японской сетью Fuji TV на трансляцию матчей MLS в Японии.

## Клубы-участники
Двадцать восемь клубов MLS организованы по географическому признаку в две конференции — Восточную и Западную. Каждому клубу разрешено иметь до двадцати восьми игроков в составе команды, из которых восемнадцать отбираются в игровой состав.
С момента основания в лиге MLS выступало более 30 различных клубов. Пятнадцать из них завоевали как минимум один Кубок MLS. Двенадцать клубов как минимум по разу выиграли регулярный чемпионат, завоевав трофей Supporters’ Shield. Лишь пять клубов (два из них — дважды) сумели выиграть как регулярный чемпионат, так и последующий турнир плей-офф, завоевав и Supporters’ Shield и Кубок MLS за один сезон.

### Действующие клубы
1) Вместимость для матчей клуба искусственно ограничена, в скобках указана действительная вместимость стадиона.

2) Временный стадион.

3) «Нью-Инглэнд Революшн» планирует постройку собственного стадиона.

4) Временное домашнее поле, «Нью-Йорк Сити» планирует постройку собственного стадиона.

5) Не футбольный стадион c искусственно уменьшенной вместимостью.

6) «Сиэтл Саундерс» заключил контракт до 2028 года на аренду «Люмен Филд», который он делит с клубом НФЛ «Сиэтл Сихокс», и не планирует постройку собственного стадиона.

## Стадионы
С первого сезона MLS в 1996 году команды лиги в большинстве выступали на местных стадионах команд по американскому футболу. Из-за огромных размеров трибун и разницы в размере игрового поля подобные стадионы были плохо приспособлены для матчей лиги. В 1999 году клуб «Коламбус Крю» стал первым в лиге, построившим свой собственный стадион. В сезоне 2016 года четырнадцать команд выступают на собственных новых стадионах, две команды («Ди Си Юнайтед» и «Орландо Сити») начали постройку и две («Нью-Йорк Сити» и «Нью-Инглэнд Революшн») планируют постройку. Постройка специализированных клубных стадионов привела к позитивным финансовым результатам, у клубов исчезли расходы на аренду и появились дополнительные источники прибыли — продажа еды и напитков, парковка, продажа прав на коммерческие переименования стадионов и прибыль от проведения мероприятий, в частности концертов.
| Стадионы MLS                          | Стадионы MLS                             | Стадионы MLS                            | Стадионы MLS                            | Стадионы MLS                                  |
| ------------------------------------- | ---------------------------------------- | --------------------------------------- | --------------------------------------- | --------------------------------------------- |
|                                       |                                          |                                         |                                         |                                               |
| Мерседес-Бенц Стэдиум Атланта Юнайтед | Би-Си Плэйс Ванкувер Уайткэпс            | Тойота Стэдиум Даллас                   | Ауди Филд Ди Си Юнайтед                 | Интер Майами Эф-си Стэдиум Интер Майами       |
|                                       |                                          |                                         |                                         |                                               |
| Стад Сапуто Клёб де Фут Монреаль      | Мафре Стэдиум Коламбус Крю               | Дикс Спортинг Гудс Парк Колорадо Рэпидз | Банк оф Калифорния Стэдиум Лос-Анджелес | Дигнити Хелс Спортс Парк Лос-Анджелес Гэлакси |
|                                       |                                          |                                         |                                         |                                               |
| Аллианц Филд Миннесота Юнайтед        | Джиллетт Стэдиум Нью-Инглэнд Революшн    | Ред Булл Арена Нью-Йорк Ред Буллз       | Янки-стэдиум Нью-Йорк Сити              | Геодис Парк Нэшвилл                           |
|                                       |                                          |                                         |                                         |                                               |
| Эксплория Стэдиум Орландо Сити        | Кью-ту Стэдиум Остин                     | Провиденс Парк Портленд Тимберс         | Рио Тинто Стэдиум Реал Солт-Лейк        | Эртквейкс Стэдиум Сан-Хосе Эртквейкс          |
|                                       |                                          |                                         |                                         |                                               |
| Люмен Филд Сиэтл Саундерс             | Чилдренс Мёрси Парк Спортинг Канзас-Сити | Бимо Филд Торонто                       | Субару Парк Филадельфия Юнион           | Би-би-ви-эй Стэдиум Хьюстон Динамо            |
|                                       |                                          |                                         |                                         |                                               |
| Ти-Кью-Эл Стэдиум Цинциннати          | Солджер Филд Чикаго Файр                 | Бэнк оф Америка Стэдиум Шарлотт         |                                         |                                               |

## Индивидуальные рекорды
Ниже представлены индивидуальные достижения игроков лиги за время её существования. Указана статистика регулярного чемпионата (без учёта турнира плей-офф). Жирным шрифтом выделены имена игроков, выступающих в лиге в настоящее время.
|    | Игрок               | Г   |
| -- | ------------------- | --- |
| 1  | Крис Вондоловски    | 171 |
| 2  | Лэндон Донован      | 145 |
| 3  | Джефф Каннингем     | 134 |
| 4  | Хайме Морено        | 133 |
| 5  | Кей Камара          | 130 |
| 6  | Брэдли Райт-Филлипс | 117 |
| 7  | Анте Разов          | 114 |
| 8  | Джейсон Крайс       | 108 |
| 9  | Дуэйн Де Розарио    | 104 |
| 10 | Тейлор Туэллмен     | 101 |

|   | Игрок              | П   |
| - | ------------------ | --- |
| 1 | Лэндон Донован     | 136 |
| 2 | Стив Ролстон       | 135 |
| 3 | Брэд Дэвис         | 123 |
| 4 | Карлос Вальдеррама | 114 |
| 5 | Преки              | 112 |
| 6 | Хайме Морено       | 102 |
| 7 | Марко Этчеверри    | 101 |
| 8 | Саша Клештан       | 97  |
| 9 | Коби Джонс         | 91  |
| 9 | Диего Валери       | 91  |

|    | Игрок         | ShO |
| -- | ------------- | --- |
| 1  | Ник Римандо   | 154 |
| 2  | Кевин Хартман | 112 |
| 3  | Джо Кэннон    | 86  |
| 3  | Штефан Фрай   | 86  |
| 5  | Джон Буш      | 83  |
| 6  | Билл Хамид    | 78  |
| 7  | Зак Торнтон   | 76  |
| 7  | Шон Джонсон   | 76  |
| 9  | Мэтт Рис      | 75  |
| 10 | Луис Роблес   | 74  |

|    | Игрок            | И   |
| -- | ---------------- | --- |
| 1  | Ник Римандо      | 514 |
| 2  | Кайл Бекерман    | 498 |
| 3  | Джефф Ларентовиц | 437 |
| 4  | Кевин Хартман    | 416 |
| 5  | Крис Вондоловски | 413 |
| 6  | Дэкс Маккарти    | 410 |
| 7  | Чед Маршалл      | 409 |
| 8  | Дрю Мур          | 402 |
| 9  | Брэд Дэвис       | 392 |
| 10 | Стив Ролстон     | 378 |